# Mysmena nubiai
Espèce
Synonymes
- Kekenboschiella nubiai Baert, 1984

Mysmena nubiai est une espèce d'araignées aranéomorphes de la famille des Mysmenidae.

## Distribution
Cette espèce est endémique de la province de Madang en Papouasie-Nouvelle-Guinée,.

## Description
Le mâle holotype mesure 0,63 mm.

## Publication originale
- Baert, 1984 : Spiders (Araneae) from Papua New Guinea. IV. Ochyroceratidae, Telemidae, Hadrotarsidae and Mysmenidae. Indo-Malayan Zoology, vol. 2, p. 225-244.